# Pseudocalamobius seriemaculatus
Pseudocalamobius seriemaculatus là một loài bọ cánh cứng trong họ Cerambycidae.